# Брам Елдерінг
Брам Елдерінг (нід. Bram Eldering; 8 липня 1865, Гронінген — 17 червня 1943, Кельн) — нідерландський скрипаль і педагог.
Навчався грі на скрипці у Брюссельській консерваторії у Єньо Хубаї, у Берлінській вищій музичній школі у Йозефа Йоахіма. З 1887 року — учасник квартету Хубаї у Будапешті (2-а скрипка). З 1891 року — концертмейстер симфонічного оркестру Берлінської філармонії, з 1895 року — придворного оркестру у Мейнінгені. Потім переїхав до Амстердама, де був професором консерваторії. У 1903—1934 роках — концертмейстер «Гюрценіх-оркестру» у Кельні, учасник (1-а скрипка) квартету цього оркестру, професор консерваторії там же.
Серед учнів — Зігфрід Борріс, Адольф Буш, Макс Штруб, Вільгельм Штросс.